# Heinkel He 176

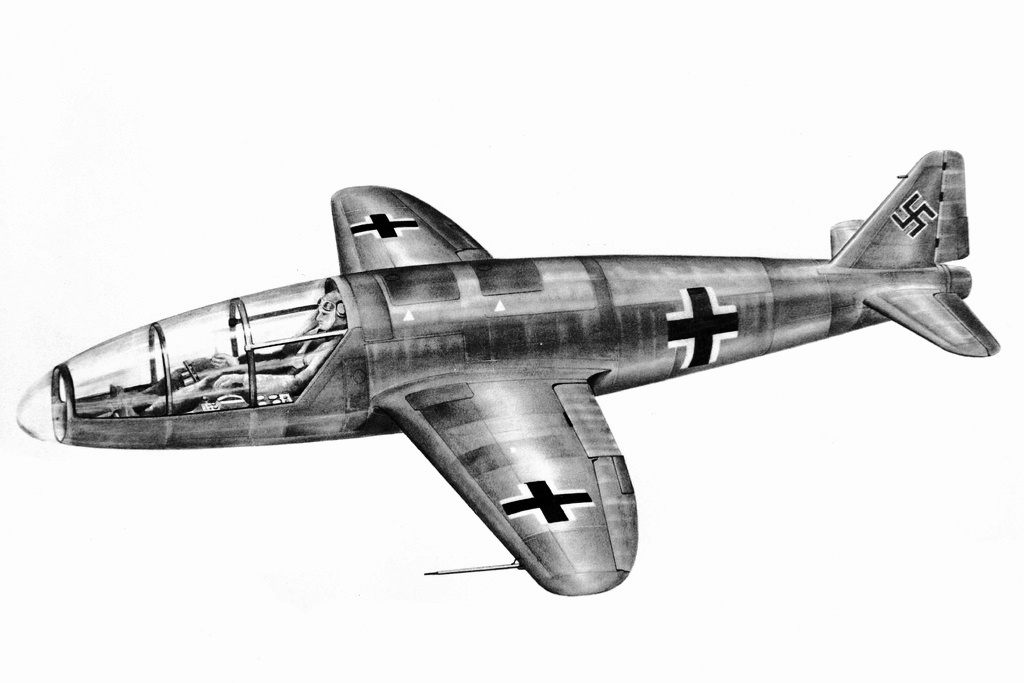
He 176

Heinkel He 176 bylo německé experimentální raketové letadlo; první poháněné výlučně raketovým motorem na kapalné palivo. První let se uskutečnil 20. června roku 1939, pilotoval ho Erich Warsitz. He 176 byla soukromá iniciativa firmy Heinkel, (podobně, jako u Heinkel He 178) kterou vedl Ernst Heinkel. Heinkel chtěl vyvinout co nejrychlejší letadlo a i když výkony He 176 nebyly nijak oslnivé, dokazovaly, že je možné zkonstruovat výkonné raketové letadlo.

## Vývoj
Během 20. let dělali němečtí odvážlivci pokusy s raketami přimontovanými na auta, motorky, vlaky, či dokonce saně. V roce 1929 se o to pokusili Alexander Lippisch se strojem Ente a Fritz von Opel u stroje RAK.1. U raket na tuhé palivo nemohl být tah ovládaný a motory se nedaly po startu zastavit.
Ve 30. letech experimentoval Wernher von Braun a jeho tým pracující v Peenemünde s přidáváním raket na tekuté palivo na běžná letadla. Heinkel jim na pokusy poskytl stroje He 72 a He 112. Začátkem roku 1937 vzlétlo jedno z těchto letadel s vrtulovými motory, které pilot ve vzduchu vypnul a dál letěl na raketový pohon. V této době experimentoval Hellmuth Walter s raketami spalující peroxid vodíku, které vedly k vytvoření lehkých a jednoduchých raket, vhodných k instalaci na letadla.
He 176 byl poháněný novými motory Walter. Jednalo se o malé, jednoduché letadlo, postavené skoro celé ze dřeva, s odkrytým kokpitem. Mělo konvenční podvozek s třemi koly. Pilot měl svou váhou přenést těžiště více dopředu, protože prázdné letadlo tahalo ocas po zemi.
Zvláštním prvkem byl únikový systém v nose letadla. Stlačený vzduch byl použitý k tomu, aby se příď letounu oddělila od trupu. Když se kokpit oddělil, pilot vyskočil.
Stroj byl předveden RLM, ale jeho zájem se nepodařilo vzbudit, a tak firma Heinkel projekt zastavila. Během jeho trvání bylo postaveno jen jedno letadlo, které skončilo v Muzeu letectva v Berlíně, zničeného roku 1943 během spojeneckého náletu.
Ještě před zastavením projektu byly vyrobeny plány pokročilejšího raketového letadla, velmi podobnému He 176. Později se RLM k projektu raketového letadla vrátilo v rámci Projektu X, jehož výsledkem byla první (a poslední) raketová stíhačka na světě, Me 163 Komet.

## Specifikace (He 176 V1)

### Technické údaje
- Posádka: 1
- Délka: 5,2 m
- Rozpětí: 5,0 m
- Výška: 1,5 m
- Nosná plocha : 5,4 m²
- Hmotnost (prázdný): 900 kg
- Hmotnost (naložen): 1 620 kg

### Výkony
- Maximální rychlost: 345 km/h [750 km/h teoreticky]
- Dolet: 95 km
- Dostup: 9 000 m
- Stoupavost: 60,6 m/s